# Tatis Schützenfest
Tatis Schützenfest (Originaltitel Jour de fête) ist ein Spielfilm des französischen Regisseurs Jacques Tati. Gedreht wurde der Film von Mai bis November 1947.

## Handlung
Das alljährliche Fest in einem kleinen französischen Dorf steht an. Mehrere Personen versuchen, hierfür auf dem Dorfplatz einen Fahnenmast aufzustellen, was ihnen nicht recht gelingen will. Gerade als der Holzmast umzufallen droht, kommt der Postbote François auf seinem Rad durch einen Torbogen auf den Platz gefahren und kann dem fallenden Mast nur durch reaktionsschnelles Abbiegen in die am Platz befindliche Gaststätte entkommen. Danach organisiert er das Aufstellen und gibt den Leuten Kommandos, wobei es ihm auch gelingt, einen stark schielenden Arbeiter durch das Anbieten von zwei Pflöcken und Deuten auf den einen zum Einschlagen des anderen zu bewegen.
Während des Volksfestes gibt es auch ein fahrendes Kino in einem Zelt in dem fiktiven Dörfchen Folainville (gedreht in Sainte-Sévère-sur-Indre). François wird zum Gespött der Dorfbewohner, als im Zeltkino ein Film über die modernen Methoden der Postzustellung in den USA gezeigt wird. Dort würden Briefträger mit Flugzeugen und Helikoptern ihre Post zustellen. Nach einer durchzechten Nacht im Gasthaus, wo der angetrunkene Postbote von den Gästen wegen seiner langsamen Art der Zustellung ständig aufgezogen wird, fasst er den Entschluss, es den Leuten zu zeigen. Von nun an lautet sein Motto „Rapidité – Geschwindigkeit!“.
Doch die Beschleunigung seiner Arbeit bringt einige gravierende Nachteile mit sich und endet schließlich in einem Fiasko. So hackt der Fleischer mit seinem Beil die Spitzen der in einem Paket befindlichen Schuhe ab, als ihm dieses während der Ausholbewegung durch das Fenster auf den Tisch geworfen wird. François fährt mehrere Leute um und fällt selbst vom Fahrrad. Seine Rationalisierungsbemühungen führen dazu, dass er mit seinem Postfahrrad einmal eine Gruppe Rennradfahrer überholt und die Briefe während der Fahrt auf der waagerecht heruntergeklappten Klappe eines Kleinlasters abstempelt, unter die sein Fahrradlenker exakt passt. Außerdem verwirrt er eine Militärpolizei-Streife durch scheinbares Telefonieren auf dem Rad mit einem eingezogenen Telefon derart, dass diese darüber in den Graben fährt. Fortschritt und Rationalisierung haben in der dörflichen Idylle keinen Bestand, weil dadurch die persönlichen Beziehungen auf der Strecke bleiben. Nachdem der Briefträger in den Dorfbach fällt, entscheidet er sich dafür, seine Post wieder auf französische Art auszuteilen. Unterdessen ziehen die Schausteller aus dem Dorf ab.

## Hintergrund
Schon in diesem Film zeigt Tati das Spannungsfeld zwischen „guter alter Zeit“ und den Errungenschaften der Moderne, die er auch in seinen späteren Filmen Mein Onkel (1958) und Tatis herrliche Zeiten (1967) persiflierte.
Als Drehort für den Film fungierte das Dorf Sainte-Sévère-sur-Indre, wobei viele der Bewohner in kleinen Nebenrollen zu sehen sind. Tati hatte das Dorf im Jahr 1943 kennengelernt, als er mit dem befreundeten Drehbuchautor Henri Marquet der deutschen Besatzungsmacht aus dem Weg gehen wollte und sie in dem abgelegenen Sainte-Sévère für rund ein Jahr einen Bauernhof bewirtschafteten. Zwei Jahre nach Kriegsende kehrte er dorthin zurück, um den Kurzfilm Schule der Briefträger zu drehen. Die große Briefverteilungstour von François in Tatis Schützenfest ist, bis auf das Ende, ein 1:1-Remake des ein Jahr zuvor entstandenen Schule der Briefträger.
Tatis Film war der erste französische Farbfilm („Thomson Color“) und wurde in einem recht komplizierten 3-Farb-Verfahren gedreht: Für jede Farbe (Rot, Gelb und Blau) wurde ein separater Film verwendet. Bei der Projektion mussten diese Filme mit drei Filmprojektoren übereinander projiziert werden, weil eine Technik zum Zusammenführen der drei Farben auf einem Filmstreifen noch nicht verfügbar war. Das 1932 eingeführte Technicolor-4-Verfahren war noch geheim und in Frankreich nicht bekannt. Tati hatte bei dem Farbverfahren seine Zweifel an der Technik und ließ den Film vorsichtshalber ebenfalls mit einer separaten Kamera in Schwarzweiß drehen. Da kaum ein Kino das Farbverfahren aufführen konnte, wurde der Film dann nur in der Schwarzweißkopie aufgeführt. Erst 1995 gelangte die unter anderem vom ZDF mitfinanzierte Fassung der auf einem Film zusammengefassten Farbversion zur Aufführung. Zuvor gab es als Kuriosität auch eine von Tati 1964 teilkolorierte Schwarzweiß-Version, indem verschiedene Objekte künstlich nachgefärbt wurden, beispielsweise die französische Flagge oder Luftballons. Tati versah diese Version auch mit einer nachgedrehten Rahmenhandlung, in der ein junger Künstler das Dorf besucht, das Geschehen erklärt und mit seinem Pinsel die Nachkolorierung durchführt.
Die deutsche Übersetzung des Filmtitels ist irreführend. Ein Schützenfest im wörtlichen Sinne (Fest von Mitgliedern eines Schützenvereins) kommt in dem Film nicht vor.

## Kritiken
„Tati hat mit dieser unendlich liebevollen Dorfchronik voller witziger Beobachtungen ein zärtliches Meisterwerk geschaffen.“

„In ‚Tatis Schützenfest‘ feiert Tati, der den Briefträger François spielt, die französische dörfliche Gemeinschaft – mit kritischer Sympathie, mit Leidenschaft, Liebe, aber ohne in idyllische Fahrwasser zu geraten. Schon hier zeigt sich Tatis Distanz zur Stadt, zu modernen Technologien, zu festgefügten Ordnungen, zu vermeintlich planbaren Abläufen.“

„[…] eine Komödie voll poetischer Fantasie, eine gelungene Neuinterpretation der Burleske im Stil eines Mack Sennett oder Buster Keaton […]“

## Auszeichnungen
- 1949: Nominierung für den Goldenen Löwen auf den Filmfestspielen von Venedig
- 1950: Grand prix du cinéma français als bester Film

## Soundtrack
- Jean Yatove: Jour de Fete. Extraits de la Bande Originale du Film, auf: Extraits des Bandes Originales des Films de Jacques Tati. Philips/Polygram s.l.s.n. Tonträger-Nr. 836 983-2 – Auszüge (Suite) aus den Originalaufnahmen der Filmmusik, eingespielt unter der Leitung des Komponisten